# 行星質量天體

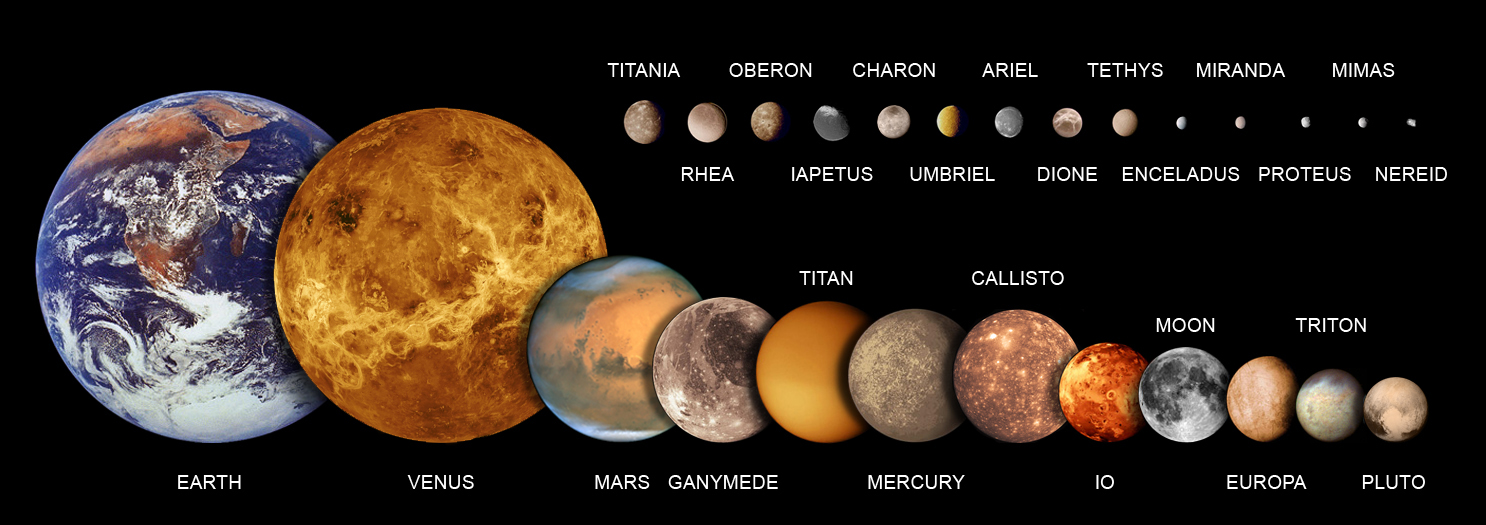
與水星、金星、地球、火星和冥王星（海王星以外的其他行星質量天體從未被近距離成像）相比，這些行星質量的衛星是按比例排列的。邊界線的普羅透斯（Proteus）和內勒德（Nereid），與圓形米瑪斯（Mimas）大小大致相同，已包括在內。 未成像的迪絲諾美亞（Dysnomia，大小介於特提斯和恩克拉多斯之間）未顯示；它在任何情况下都可能不是一個固體。

行星質量體 （英語：或planemo，PMO）或行星體（英語：planetary body），根據天體地球物理定義，任何天體的質量足以實現流體靜力平衡，但不足以像恆星一樣維持核心的核融合反應。
這個術語的目的是將比「行星」更廣泛的天體分類在一起，因為許多在地球物理術語上相似的天體不符合對行星的傳統期望。行星質量的天體在起源和位置上可能非常多樣化。它們包括行星、矮行星、行星質量衛星和自由漂浮的行星，它們可能是從系統中噴出的（流浪行星），或是通過雲坍塌而不是吸積（次棕矮星）形成的。

## 天文學中的用法
雖然這個術語在科技上包括系外行星和其它物體，但它通常用於性質不確定的物體或不屬於某一特定類別的物體。該術語經常使用的情况：
- 孤立的行星質量體（iPMO；IPMO）是自由漂浮的天體，其質量低於氘融合，其性質是噴出的自由漂浮行星或次棕矮星，但尚未完全解决（例如2MASS J13243553+6358281[5]、在NGC 1333的PSO J060.3200+25.9644[6][7]。）
- 質量範圍在氘融合邊界的天體（VHS 1256-1257 b[8]、BD+60 1417b[9]。）
- 圍繞恆星或棕矮星運行的天體，但其作為系外行星的形成具有挑戰性或不可能（VHS 1256-1257 b、CFHTWIR-Oph 98B[10]。）

## 類型

### 行星質量衛星

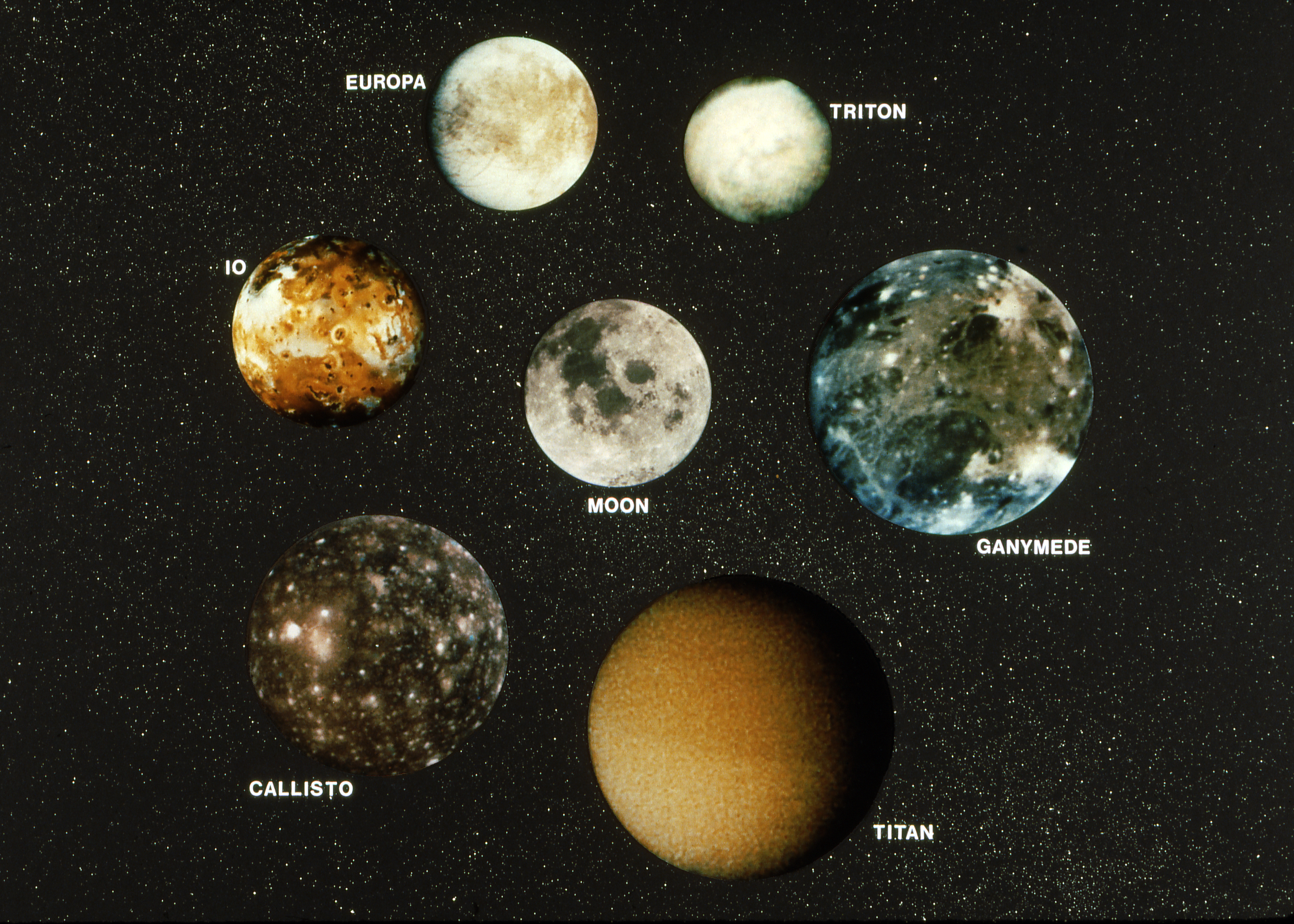
比最大的太陽矮行星冥王星還大的行星質量衛星。

三顆最大的衛星蓋尼米德、泰坦和卡利斯多的大小與水星相似或更大；這些和另外四顆：埃歐、月球、歐羅巴和特里頓，比體積最大、質量最高的矮行星鬩神星和冥王星更大、質量也更高。另外十幾顆較小的衛星也足够大，在它們歷史上的某個時刻，通過自身的引力、來自母行星的潮汐加熱，或者兩者兼而有之，已經變成了圓形。特別是，與地球一樣，泰坦表面有厚厚的大氣層和穩定的液體（儘管對泰坦來說，液體是甲烷而不是水）。行星地球物理定義的支持者認為，位置不重要，在行星的定義中只應考慮地球物理内容。「衛星行星」一詞有時用於行星大小的衛星。

### 矮行星

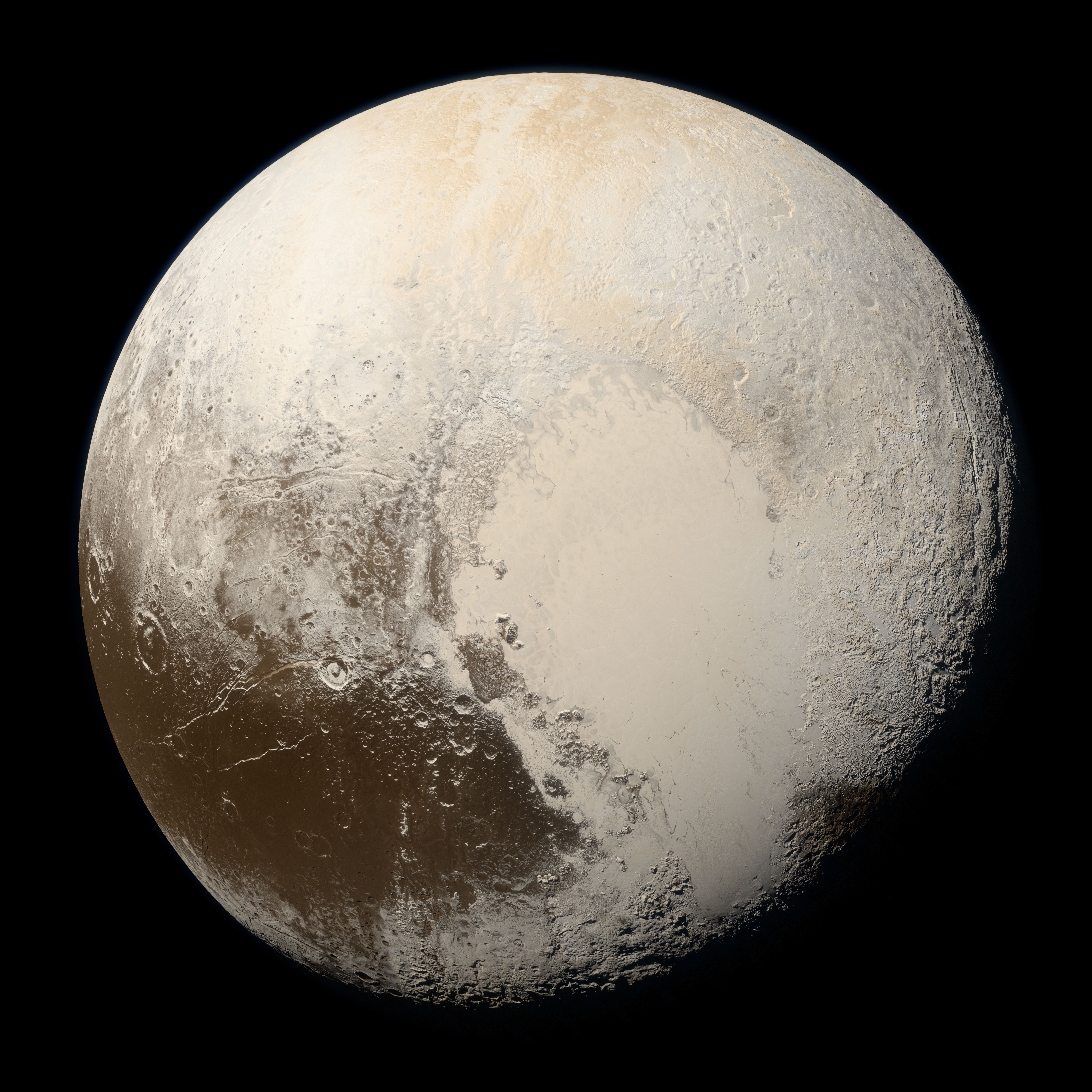
矮行星冥王星。

矮行星是一種行星質量體，既不是真正的行星，也不是天然衛星；它的軌道直接繞行恆星，質量足以使其引力將其壓縮成流體靜力平衡的形狀（通常是球體），但尚未清除其軌道周圍的其它物質。行星科學家和「新視野號」首席研究員阿蘭·斯特恩（英語：Alan Stern）提出了「矮行星」一詞，他認為位置不重要，只應考慮地球物理内容，因此矮行星是行星的一種子型。國際天文學聯合會（IAU）接受了這個術語（而不是更中性的「小行星」），但决定將矮行星歸類為一項單獨的天體類別。

### 行星和系外行星
行星，通常指自身不發光，環繞著恆星的天體。其公轉方向常與所繞恆星的自轉方向相同（由西向東）。一般來說行星需具有一定質量，行星的質量要足夠大（相對於月球）且近似於圓球狀，自身不能像恆星那樣發生核聚變反應。2007年5月，麻省理工學院一組太空科學研究隊發現了目前已知最熱的行星（2040攝氏度）。隨著一些具有太陽大小的天體被發現，「行星」一詞的科學定義似乎更形迫切。歷史上行星名字來自於它們的位置（与恒星的相对位置）在天空中不固定，就好像它們在星空中行走一般。太陽系内肉眼可見的5顆行星水星、金星、火星、木星和土星早在史前就已經被人類發現了。16世紀之後日心说取代了地心说，使人類瞭解到地球本身也是一顆行星。望遠鏡被發明和萬有引力被發現後，人類又發現了天王星、海王星，冥王星（2006年后被排除出行星行列，2008年被重分類為类冥天体，属于矮行星的一种）還有為數不少的小行星。20世紀末的人類在太陽系外的恆星系統中也發現了行星。

### 前恆星
在近距離的聯星系統中，其中一顆恆星可能會因較重的伴星而失去質量。吸積驅動的脈衝星可能會導致質量損失。收縮的恆星，然後可以變成一個行星質量體。一個例子是圍繞脈衝星PSR J1719−1438運行的木星質量物體。這些縮小的白矮星可能會成為氦行星或碳行星。

### 次棕矮星

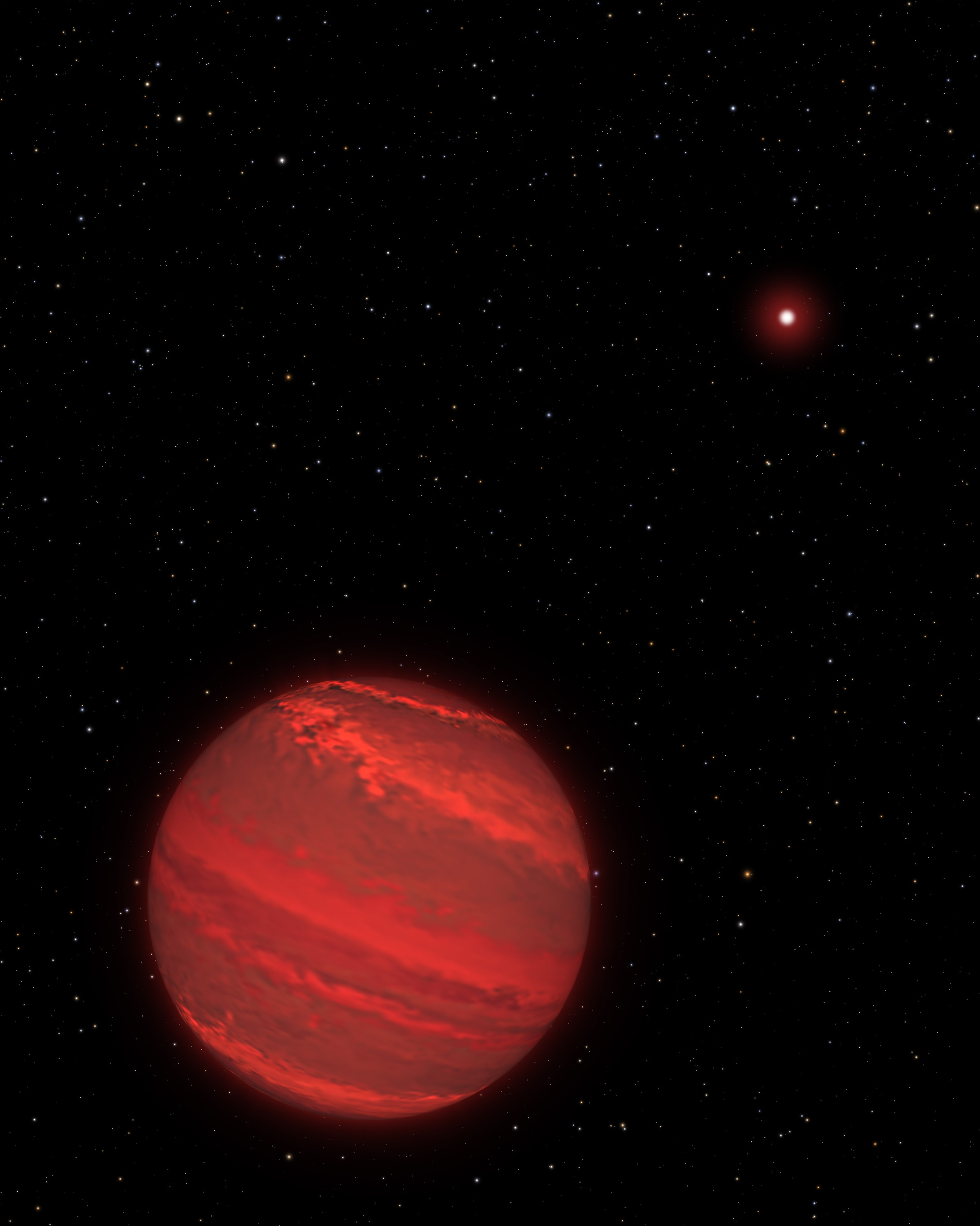
藝術家對圍繞棕矮星2M1207的超級木之的印象。

恆星是通過氣體雲的引力坍縮形成的，但較小的物體也可以通過雲坍縮形成。以這種管道形成的行星質量體有時被稱為次棕矮星。次棕矮星可能是自由漂浮的，例如Cha 110913−773444和OTS 44，或繞較大物體運行，例如 2MASS J04414489+2301513。.
次棕矮星的聯星系統在理論上是可能的；Oph 162225-240515最初被認為是一顆14木星質量的棕矮星和7木星質量的次棕矮星的聯星系統，但進一步的觀測將後者的估計質量向上修正為大於13木星質量，根據IAU的工作定義，使其成為棕矮星。

### 捕獲的行星
星團中的星際行星與恆星的速度相似，因此可以重新捕獲。它們通常被捕獲到100到105 AU。捕獲效率隨著星團體積的增加而降低，和對於給定的星團大小，捕獲效率隨著主星/主質量的增加而增加。單顆和多顆行星可能被捕獲到任意的不對齊軌道上，彼此不共面，或與宿主恆星旋轉或預先存在的行星系統不共面。

### 星際行星
幾次恆星和行星系統形成的電腦模擬表明，一些行星質量的物體會被噴發到星際空間中。這種天體通常被稱為「星際行星」。